# Ноэль-Нойман, Элизабет
Эли́забет Но́эль-Но́йман (изредка Ноэль-Нейман, нем. Elisabeth Noelle-Neumann; 19 декабря 1916, Берлин — 25 марта 2010, Алленсбах) — немецкий социолог и политолог, основательница Института демоскопии в Алленсбахе.

## Биография
Элизабет Ноэль — дочь управляющего Эрнста Ноэля и его супруги Евы, урождённой Шапер. Внучка берлинского скульптора Фрица Шапера. Получила образование в Геттингене, в Университете Фридриха Вильгельма в Берлине, университете Альбертина в Кёнигсберге и Университете Миссури (Колумбия) (США).
Во время пребывания у власти режима Адольфа Гитлера являлась активисткой национал-социалистического профсоюза студенток (ANST), входившего в Национал-социалистический союз студентов Германии. Во время посещения резиденции Гитлера «Орлиное гнездо» лично познакомилась с фюрером.
В 1937—1938 годах как стипендиатка Германской службы академических обменов обучалась в США новым методам изучения общественного мнения. В 1940 году проходила стажировку в «Deutsche Allgemeine Zeitung», сотрудничала с издаваемой Йозефом Геббельсом Wochenzeitung Das Reich, затем работала в «Frankfurter Allgemeine Zeitung».
В своей знаменитой диссертации «Изучение общественного мнения и массовые опросы в США» она объясняла причины отрицательного имиджа Германии за рубежом, прежде всего, за счёт искажённого отображения внутригерманских реалий в средствах массовой информации США: «С 1933 года евреи, которые монополизировали большую часть интеллектуальной жизни Америки, концентрируют свои демагогические способности на травле немцев». В 1942 году Геббельс после знакомства с её трудами приглашал её к работе в качестве помощника, этому, однако, помешала длительная болезнь Ноэль-Нойман.
В 1947 году вместе с первым мужем Эрихом Петером Нойманном она основала Алленсбахский институт по изучению общественного мнения. В последующие годы ей удалось добиться существенного развития методов репрезентативных массовых опросов.
В 1961—1964 годах — научный сотрудник в Свободном университете Берлина. В 1964 году при поддержке Гельмута Коля была приглашена в качестве профессора в университет Майнца, где она организовала институт публицистики, которым руководила до её ухода на пенсию в 1983 году. Являлась президентом ряда немецкий научных объединений в сфере изучения общественного мнения и массовых коммуникаций.
В науке получила известность теория Ноэль-Нойман о так называемой «спирали молчания», согласно которой люди, видя, что доминирующие общественные установки, распространяемые СМИ или их ближайшим социальным окружением, противоречат их собственной позиции, «замолкают», стараются избегать высказывать свою точку зрения, боясь оказаться в меньшинстве. И чем сильнее им кажется распространённой господствующая точка зрения, тем сильнее они «замолкают». Преодоление «спирали молчания» возможно за счёт нейтрализации в коммуникативном поле идей, порождающих социальные страхи, или вброса в него более сильных политических идей.
Теория Нойман получила широкую популярность, однако подвергалась также критике вследствие недостаточности доказательной эмпирической базы, а также потому, что воспринималась не как научная, а как политическая теория, призванная мобилизовать находившихся в меньшинстве сторонников христианских демократов в условиях нахождения у власти в Западной Германии социал-демократов и доминировании в западногерманских СМИ того времени левоцентристской идеологии.
Также Ноэль-Нойман подвергалась критике за наличие антисемитских суждений в её докторской диссертации 1940 года.

## Награды
- 1976: орден «За заслуги перед Федеративной Республикой Германия»
- 1978: почётный доктор экономических, юридических и социальных наук Санкт-Галленской высшей школы
- 1978: медаль имени Александра Рюстова
- 1987: медаль имени Виктора Матайи
- 1990: орден «За заслуги перед землёй Баден-Вюртемберг»
- 1990: премия Хелен Дайнерман Всемирной ассоциации исследования общественного мнения
- 1999: премия имени Ганса Мартина Шлейера
- 2005: почётная премия германских маркетинговых исследований Профессионального союза немецких исследователей рынка и общества
- 2006: почётная премия в области публицистики имени Герхарда Лёвенталя

### На русском языке
- Ноэль-Нойман Э. Массовые опросы: Введение в теорию демоскопии / пер. с нем. Н.С. Мансурова. — М.: Прогресс, 1974. — 384 с.
- Ноэль-Нойман Э. Общественное мнение. Открытие спирали молчания / Общ. ред. и предисл. Н.С. Мансурова. — М.: Прогресс-Академия, Весь Мир, 1996. — 352 с. — ISBN 5-85864-035-4.
- Ноэль-Нойман Э., Петерсен Т. Все, но не каждый. Введение в методы демоскопии / пер. с нем. Л.Н. Рыбаковой и Е.В. Невмержицкой. — М.: МГУКИ, 2007. — 616 с.